# 福井県道188号石田家久停車場線
福井県道188号石田家久停車場線（ふくいけんどう188ごう いしだいえひさていしゃじょうせん）は福井県鯖江市と越前市を結ぶ一般県道である。

## 路線概要
この周辺の地域の交通を包括的に支える役割を担う県道である。終点に至る区間は福井県道229号福井鯖江線と重複していたが、同線沿いで吉野瀬川に架橋した「希望橋」の開通により、希望橋の東側から分岐し吉野瀬川と新設の同放水路の間を上流側へ向かう単独区間に。家久駅の南側で放水路分岐前の吉野瀬川を再度渡る、こちらも新設の「家久大橋」を渡って再度下流方向へ戻ってすぐの家久駅前もって終点となった。また嶺北中央部を網の目状に走る県道の一本であり、南北に走ることで国道8号と福井県道229号を補完している道路である。
起点付近で僅かに福井県道185号鯖江清水線と重複しているが、これはかつて鯖江清水線が本路線起点の石田橋で北に折れて日野川左岸堤防上を通る経路だったことによる。

### 路線データ
- 起点：福井県鯖江市石田下町
- 終点：同県越前市家久町

## 通過する自治体
- 福井県
  - 鯖江市 - 越前市

## 道路状況
単独区間では片側一車線の確保された一般的な県道である。しかし福井県道229号福井鯖江線との重複区間は、離合がやや難しい狭路であり注意が必要である。嶺北を南北に走る国道8号と福井県道229号（旧国道8号）の迂回路としての役割を担っており、渋滞が起きるほどではないが通勤、帰宅時間にはやや混雑する程度の交通量は見られる。上記の2本のどちらかが通行止めになった場合、かなりの混雑が予想される道である

## 接続路線
- 福井県道185号鯖江清水線（鯖江市石田下町・石田橋西詰、起点 - 同市石田下町で重複）
- 国道417号＜泰澄通り＞（鯖江市石田上町）
- 福井県道189号青野鯖江線＜吉川橋通り＞（鯖江市大倉町）
- 福井県道104号鯖江織田線＜饗陽通り＞（鯖江市下氏家町）
- 福井県道28号福井朝日武生線（鯖江市上氏家町 - 越前市家久町・武生商校口交差点で重複）
- 福井県道229号福井鯖江線（越前市家久町・武生商校口交差点 - 同・希望橋東側の交差点で重複）

## 沿線
- 福井鉄道福武線 家久駅